# 湯瑪斯·古柏·高奇

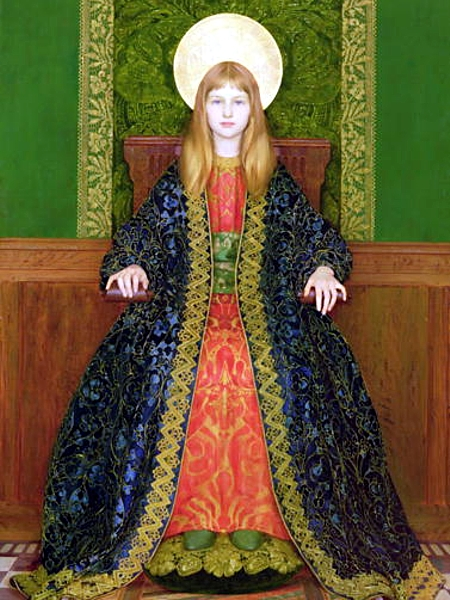
《寶座上的孩童》（The Child Enthroned），1894年

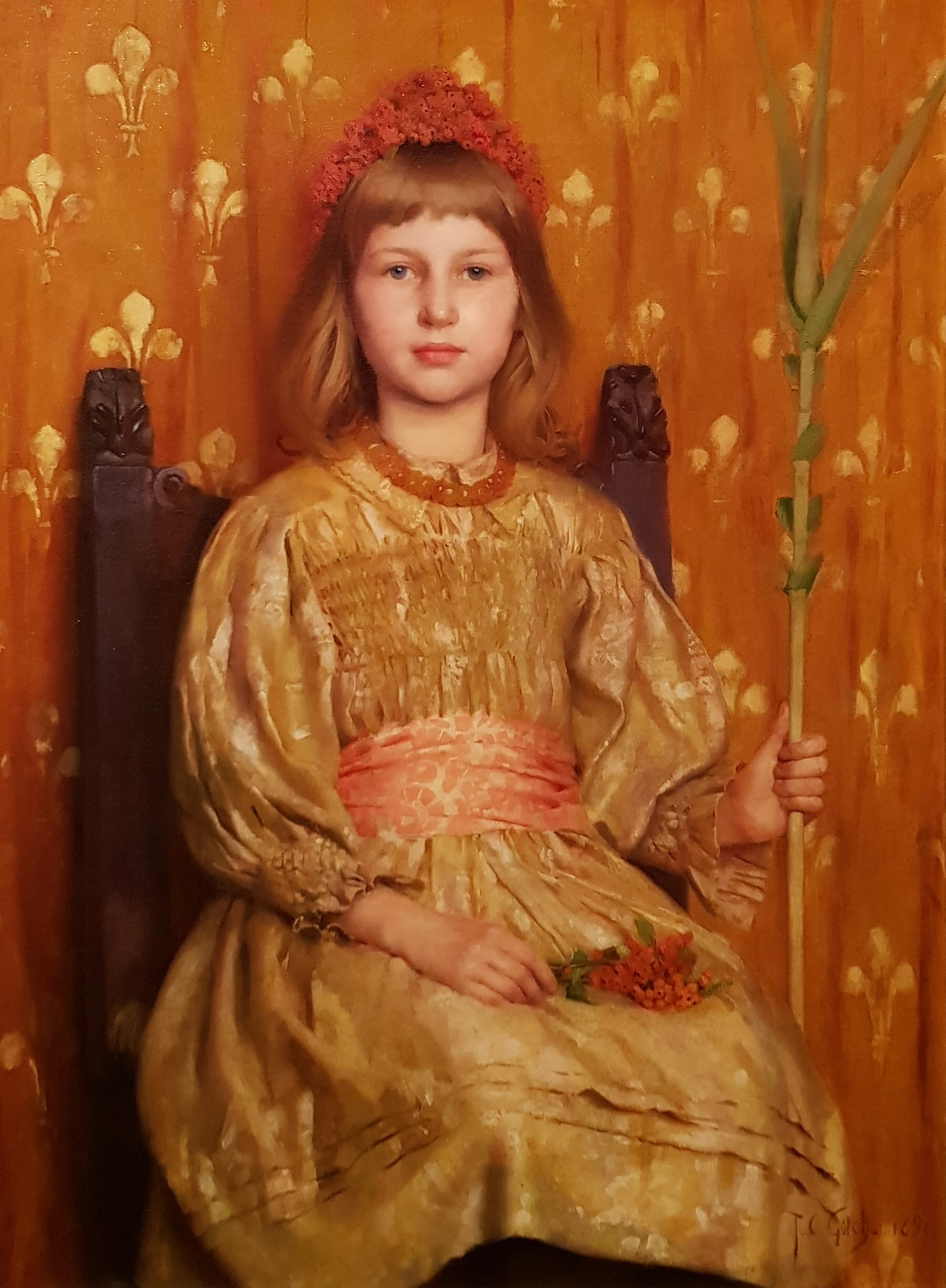
《我的王冠和權杖》，1892年（畫像中的人似乎是高奇的女兒菲利斯）。 這是他以新風格創作的第一部作品：兩年後，他將其修改成更震撼的傑作《寶座上的孩童》

湯瑪斯·古柏·高奇（Thomas Cooper Gotch或TC Gotch，1854年—1931年）是一位英国畫家和插圖畫家，與前拉斐爾派運動有些許關聯；他是建築師約翰·阿爾弗雷德·高奇的弟弟。 

## 生平
1854年12月10日，湯瑪斯·古柏·高奇出生於北安普敦郡凱特林的傳教所。他是瑪麗安·蓋爾·高奇和托馬斯·亨利·高奇（生於1805年）的第四個兒子，托馬斯·亨利·高奇是一名鞋匠。
高奇曾在倫敦和安特衛普學習藝術。1881年，他在紐林聖彼得教堂與與藝術家妻子卡羅琳··伯蘭·耶茨結婚並一起在巴黎學習。
他的女兒菲利斯·瑪麗安·高奇有時是她父親的模特兒。完成學業後，高奇於1883年前往澳洲。1887年，戈奇和妻子定居於康沃爾郡紐林。他們夫婦和他們的女兒是紐林藝術殖民地的重要參與者。
除了在法國和比利時學習藝術外，高奇還遊歷了奧地利、澳洲、南非、義大利和丹麥。
1931年5月1日，托馬斯·庫柏·高奇在倫敦參加展覽時因心臟病發作去世。他被安葬在康沃爾郡的聖克里德教堂墓園。

## 風格
他最初創作了自然、田園風光的畫作，後來一心一意投入前拉斐爾派的浪漫主義風格，這也是他最著名的風格。他的女兒經常作為模特兒出現在其描繪年輕女孩的彩繪作品中。
他的作品曾在皇家藝術研究院、皇家藝術學院和巴黎沙龍展出。

## 圖庫

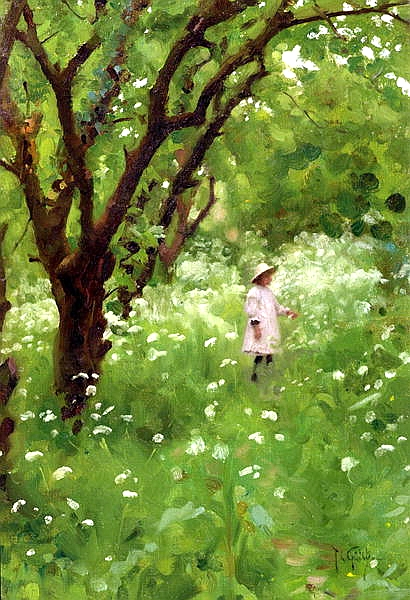
《果園》（The Orchard），1887年
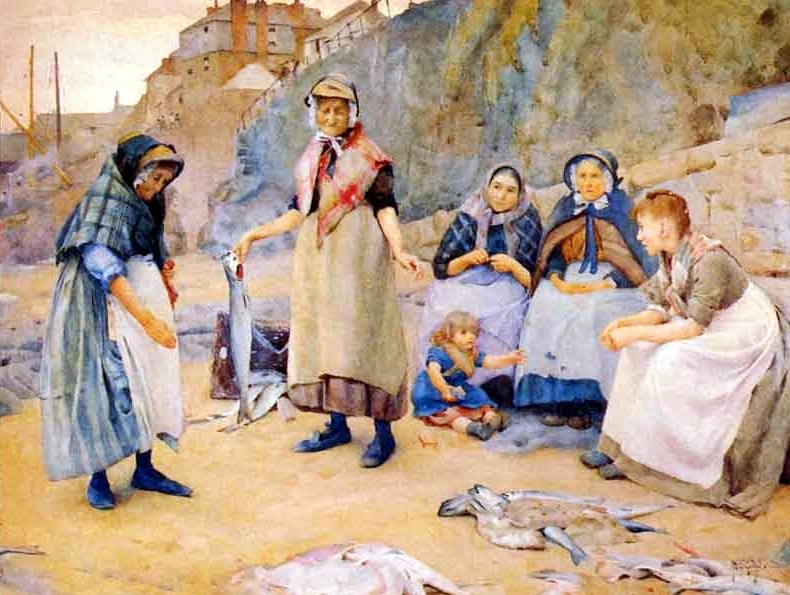
《共享魚》（Sharing Fish），1891年
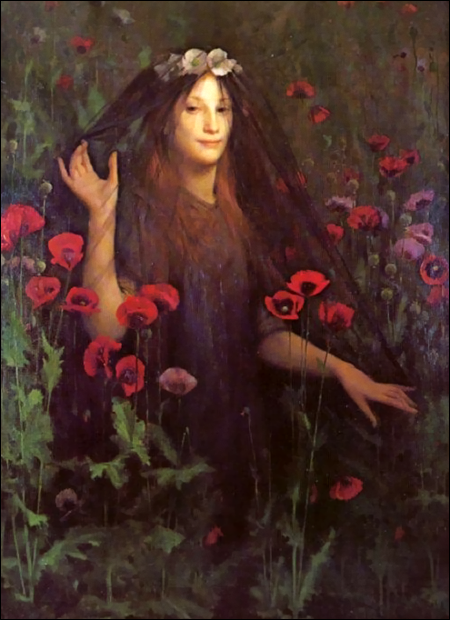
《死亡新娘》（Death the Bride），1894/5年
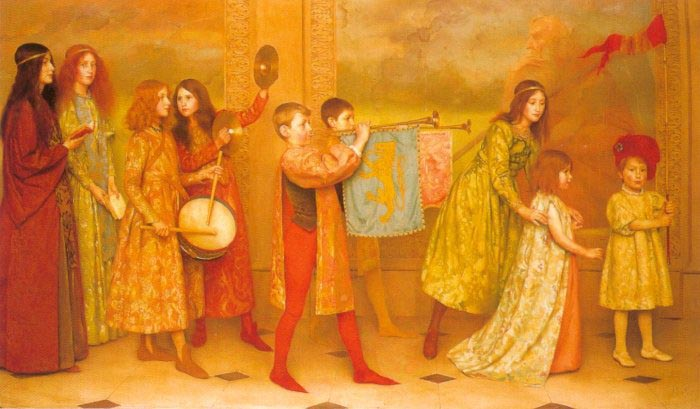
《童年的盛會》（The Pageant of Childhood），1895年
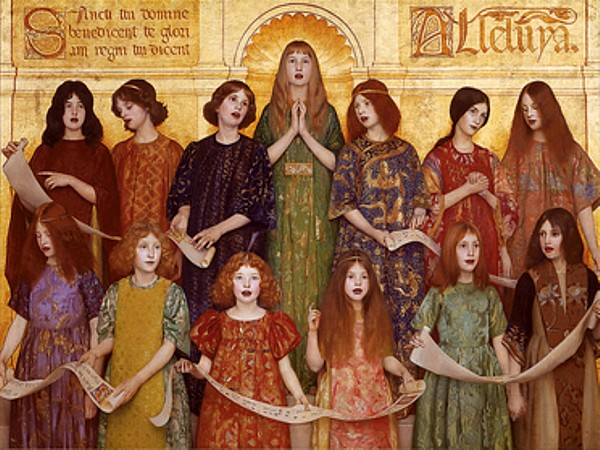
《哈雷路亞》（Alleluia），1896年
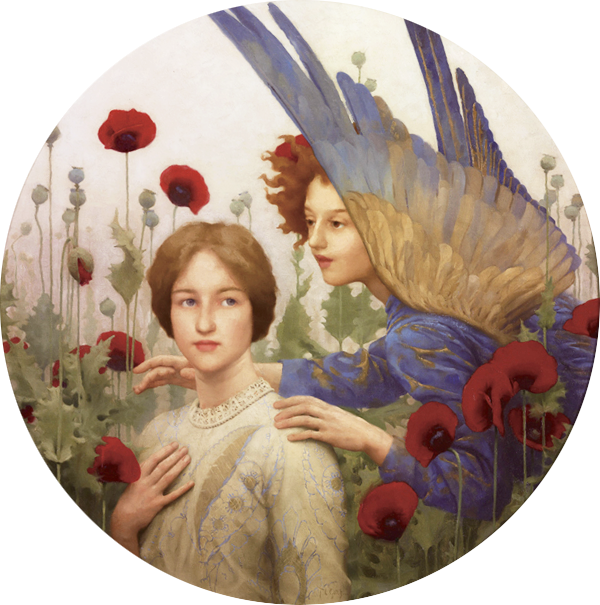
《信息》（The Message）, 1903年
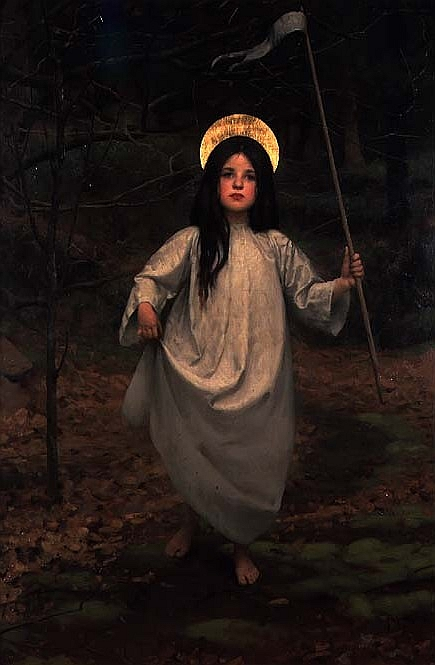
《旗》（The Flag），1910年
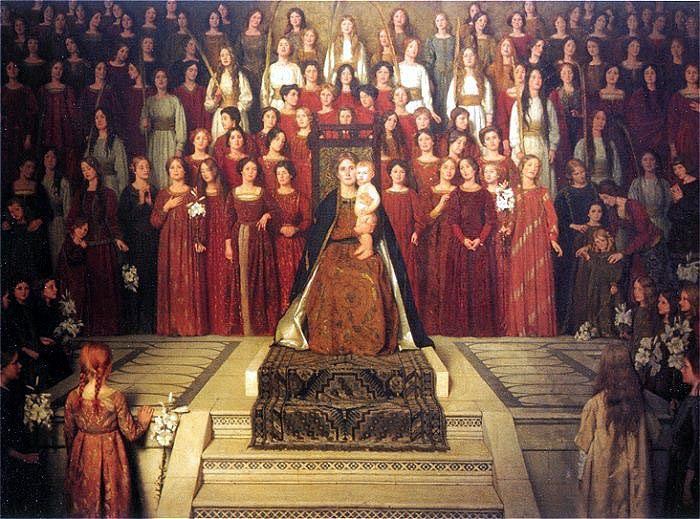
《升座的母親》（The Mother Enthroned），1912-1919年
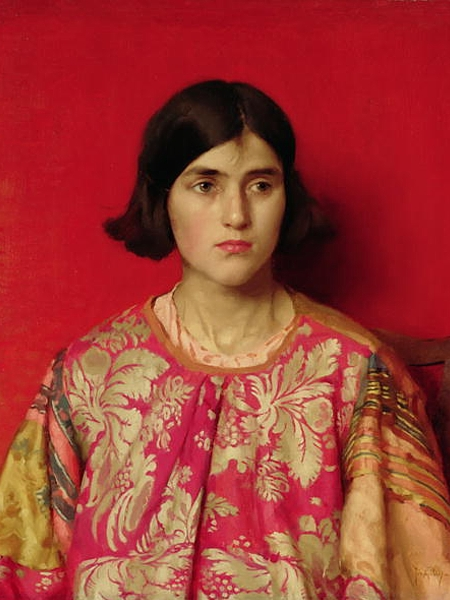
《流亡者》（The Exile），1930年
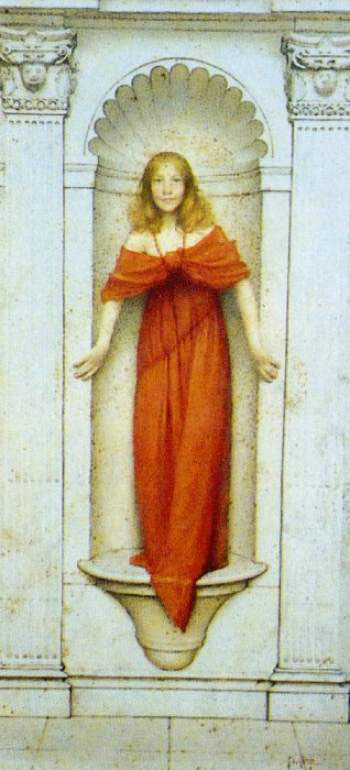
《一個玩笑》（A Jest）
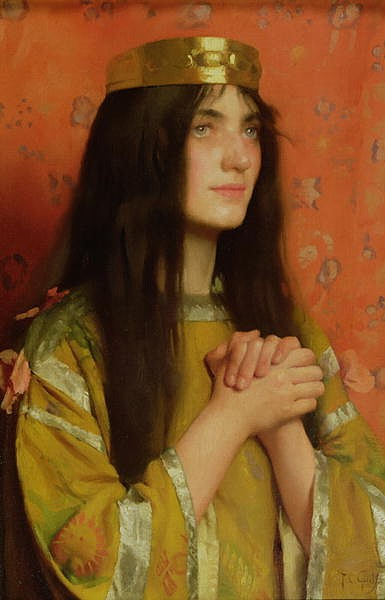
《克洛蒂爾德王后》（La Reine Clothilde）
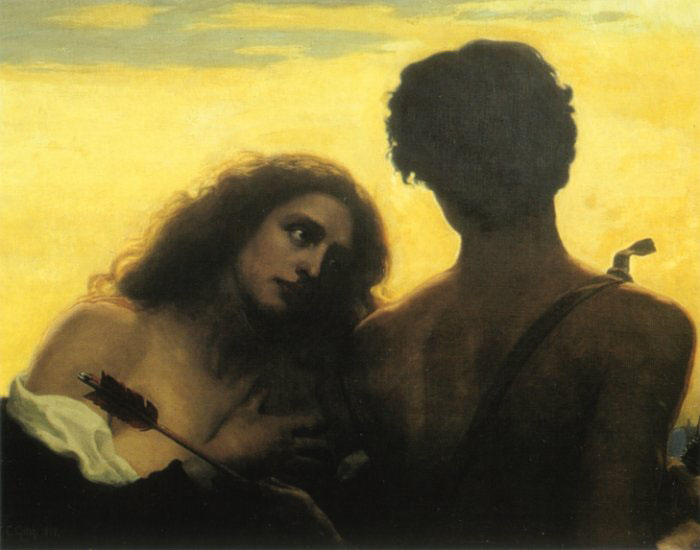
《我的愛》（Monsigneur Love）
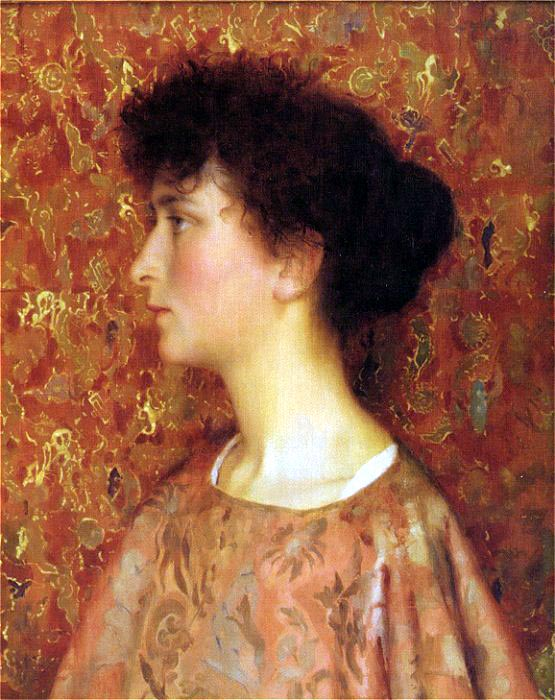
《對年輕女子的研習》（Study of a Young Woman）
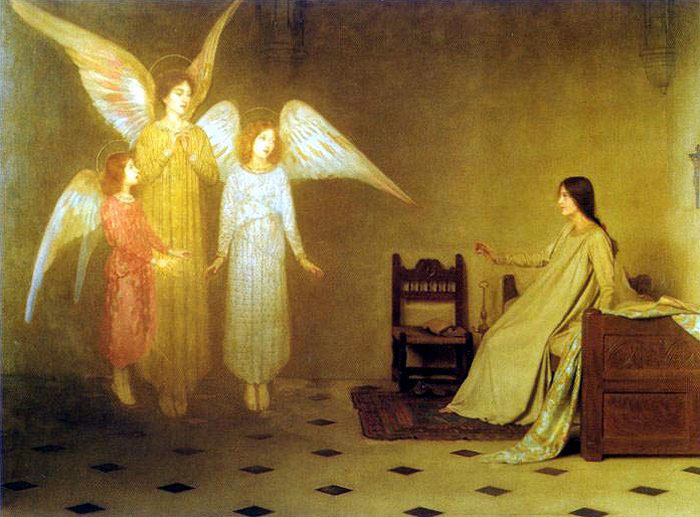
《覺醒》（The Awakening）
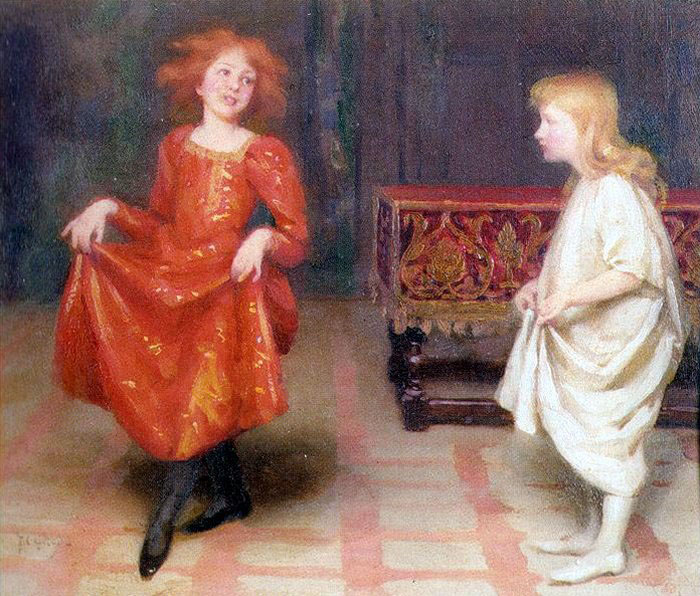
《舞蹈課》（The Dancing Lesson）
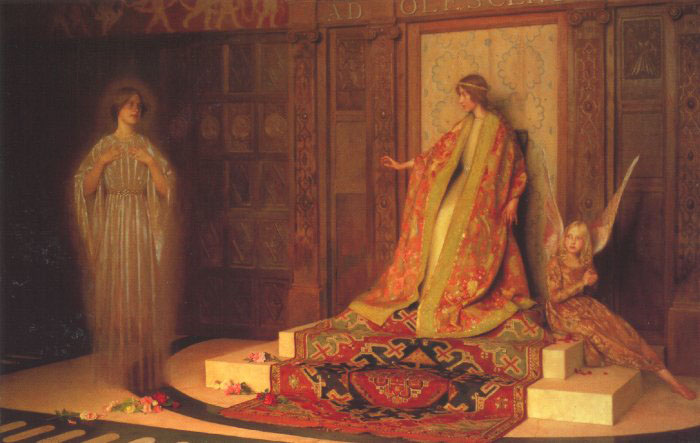
《女性的黎明》（The Dawn of Womanhood）
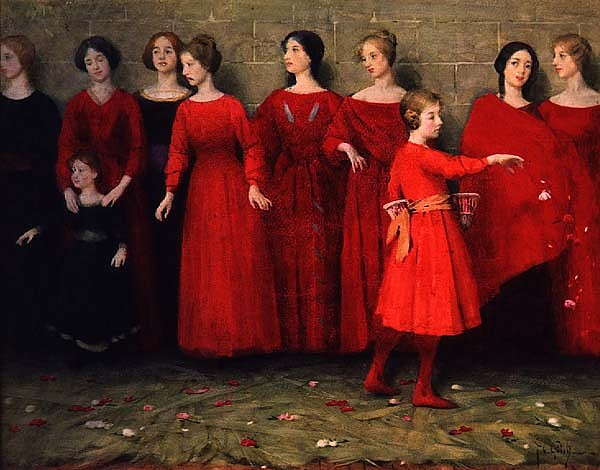
《她們來了》（They Come）

## 延伸阅读
- Baldry, A. L. "The Work of T. C. Gotch", The Studio, Vol.13, March 1898, pages 73–82.
- Lomax, Pamela. The Golden Dream: A Biography of Thomas Cooper Gotch. Sansom & Company, 2004.
- Lomax, Pamela. A Winter in Florence 1891-1892. Shears & Hogg, 2001
- Lomax, Pamela. A Long Engagement. Shears & Hogg, 2002.
- Virag, Rebecca.Thomas Cooper Gotch: A Painter of Childhood, Motherhood and Empire. Unpublished M.A. thesis, Courtauld Institute of Art, 1997.
- Virag, Rebecca. Images of Inheritance: The influence of eugenic ideas and socio-biological theory in late-nineteenth-century and early-twentieth-century British art (c.1890-1918). Unpublished Ph.D. thesis, Courtauld Institute of Art, 2003.